# Suliborek
Suliborek est une localité polonaise de la gmina mixte de Recz, située dans le powiat de Choszczno en voïvodie de Poméranie-Occidentale. Elle se trouve à environ 15 km au nord-est de la ville de Choszczno et 67 km à l'est de Szczecin, la capitale régionale. 

## Géographie

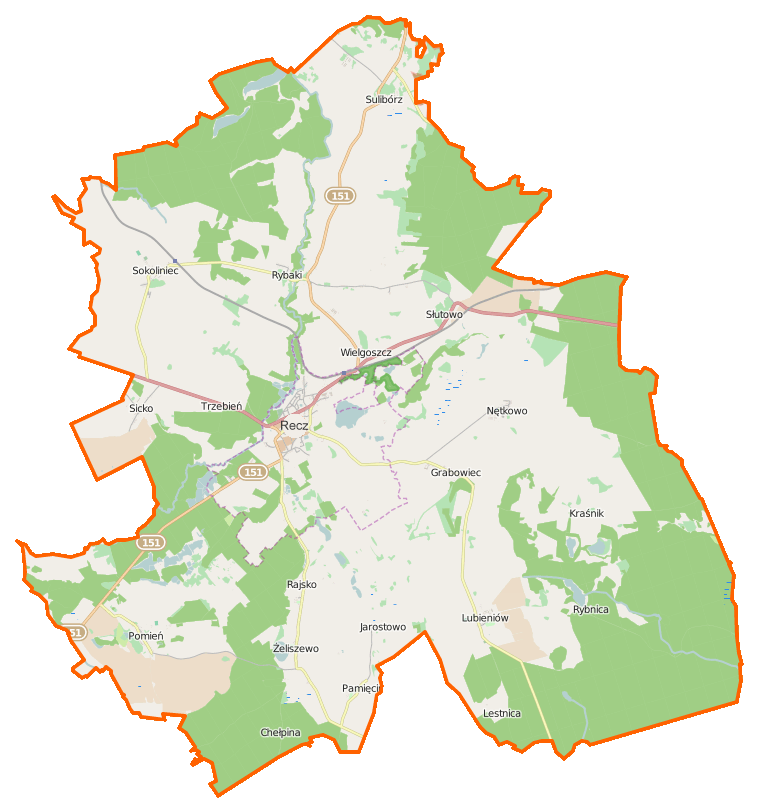
Carte de la gmina de Recz.